# Carbon (Iowa)
Carbon és una població dels Estats Units a l'estat d'Iowa. Segons el cens del 2000 tenia 28 habitants.

## Demografia
Segons el cens del 2000, Carbon tenia 28 habitants, 15 habitatges, i 4 famílies. La densitat de població era de 15,2 habitants per km².
Dels 15 habitatges en un 26,7% hi vivien nens de menys de 18 anys, en un 20% hi vivien parelles casades, en un 13,3% dones solteres, i en un 66,7% no eren unitats familiars. En el 46,7% dels habitatges hi vivien persones soles el 33,3% de les quals corresponia a persones de 65 anys o més que vivien soles. El nombre mitjà de persones vivint en cada habitatge era d'1,87 i el nombre mitjà de persones que vivien en cada família era de 2,8.
Per edats la població es repartia de la següent manera: un 21,4% tenia menys de 18 anys, un 10,7% entre 18 i 24, un 25% entre 25 i 44, un 25% de 45 a 60 i un 17,9% 65 anys o més.
L'edat mediana era de 42 anys. Per cada 100 dones de 18 o més anys hi havia 100 homes.
La renda mediana per habitatge era de 10.500 $ i la renda mediana per família de 0 $. Els homes tenien una renda mediana de 8.750 $ mentre que les dones 0 $. La renda per capita de la població era de 9.891 $. Cap de les famílies i el 45,5% de la població estaven per davall del llindar de pobresa.